# Markus Paatelainen
Markus Paatelainen (né le 23 janvier 1983 à Valkeakoski en Finlande) est un joueur de football finlandais. Il joue actuellement à FC Honka en Veikkausliiga. Il a déjà représenté la Finlande en moins de 21 ans. Il est le fils de Matti Paatelainen, ainsi que le frère de Mixu et Mikko Paatelainen

## Biographie

### Débuts
Markus Paatelainen commence sa carrière de footballeur en Finlande avant de se rendre en 2004 en Écosse à Aberdeen FC mais il est libéré à la fin de la saison sans avoir joué un seul match avec la première équipe.

### Cowdenbeath Football Club
En 2005, Markus signe à Cowdenbeath Football Club en Scottish Third Division où son frère Mixu Paatelainen est l'entraineur. En février 2006, il subit une grave blessure ce qui lui coutera d'être indisponible pendant le trois quart de la saison toutefois il reviendra est aidera l'équipe à être champion de la Scottish Third Division.

### Inverness
En janvier 2007, Markus rejoint Inverness Caledonian Thistle FC en Scottish Premier League où il jouera son premier match durant la victoire 3-0 contre Hibernian Football Club le 21 janvier 2007. Il marquera son premier but face à Kilmarnock FC durant leur victoire 3-2. La semaine suivante il inscrira son second but face à Dunfermline Athletic Football Club durant leur victoire 3-1.

## Palmarès
- Champion de la Scottish Third Division : 2006 avec Cowdenbeath Football Club.